# Kim Aabech
Kim Aabech (Birkholm, 31 mei 1983) is een Deens profvoetballer die bij voorkeur als aanvallende middenvelder speelt. Hij verruilde in augustus 2014 FC Nordsjælland voor Aarhus GF.
Aabech is een zoon van voormalig profvoetballer Hans Aabech.
Aabechs profcarrière begon bij Lyngby BK, waarvoor hij negen jaar speelde. Aabech maakte zijn eerste goal in de Superligaen op 29 juli 2007, tegen FC Nordsjælland.